# Le Bras d'Ernest
Le Bras d'Ernest est une comédie-vaudeville en un acte d'Eugène Labiche, en collaboration avec Hippolyte Leroux, représentée pour la première fois à Paris au Théâtre du Palais-Royal le 26 janvier 1857.
Elle est parue aux éditions Michel Lévy frères.

## Distribution
| Acteurs et actrices ayant créé les rôles |                   |
| Personnage                               | Acteur ou actrice |
| Ernest                                   | Gil-Pérès         |
| Léon                                     | M. Leriche        |
| Arthur                                   | M. Octave         |
| Biraben                                  | Lhéritier         |
| Irma                                     | Mlle Dinah        |
| Pochette                                 | Mlle Cécile       |
| Un garçon de café                        | M. Ferdinand      |